# Bert Sommer
Bert Sommer (* 7. Februar 1949; † 23. Juli 1990 in Albany, New York) war ein US-amerikanischer Musiker, Songwriter und Schauspieler.
Als Schauspieler spielte Sommer für das Broadway-Musical Hair den Charakter Woof.
Bekannt wurde er durch einen Auftritt beim Woodstock-Festival am 15. August 1969, bei dem er von seinem Studiogitarristen Ira Stone begleitet wurde. Sie spielten 10 Lieder, darunter das Simon & Garfunkel-Cover America und Jennifer. Letzteres hatte Sommer über Jennifer Warnes geschrieben, die er von Hair aus Los Angeles kannte.
Sommer nahm in der Folge zwei weitere Alben auf, deren Erfolg war aber, abgesehen von der in Woodstock geschriebenen Single We’re All Playing in the Same Band, gering. Außerdem war er Mitglied der Rockband The Left Banke.
Er starb am 23. Juli 1990 in New York an einer chronischen Atemwegserkrankung.

## Diskografie

### Alben
- 1968 – The Road To Travel
- 1970 – Inside Bert Sommer
- 1977 – Bert Sommer

### Singles
- 1970 – We’re All Playing In The Same Band